# Lindschied

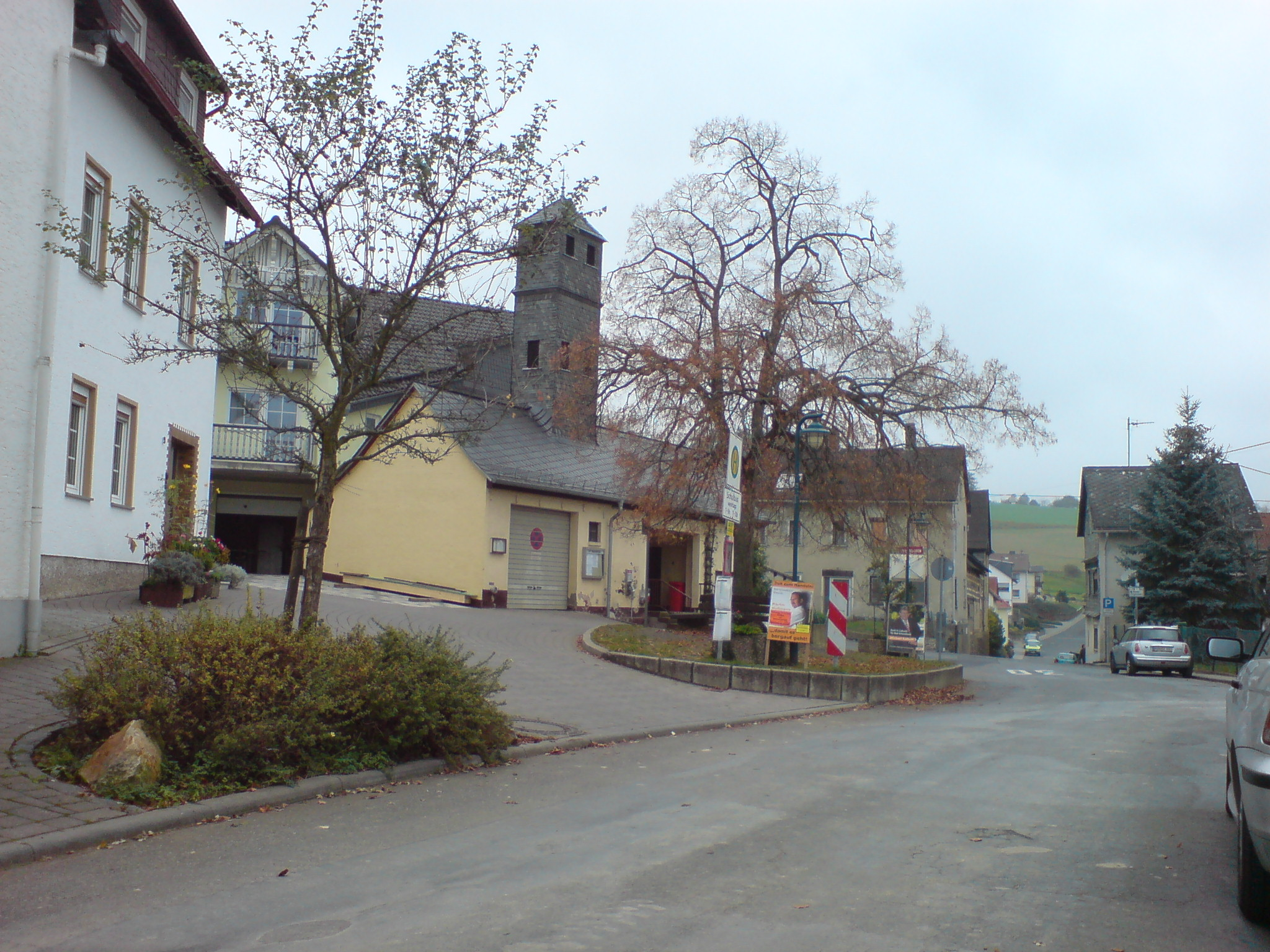
Lindschieds Dorflinde (im Hintergrund das alte Feuerwehrhaus mit Schlauchturm)

Lindschied ist ein Stadtteil der Stadt Bad Schwalbach im südhessischen Rheingau-Taunus-Kreis.

## Geographie
Lindschied ist ein kleiner Ort etwa 20 km nordwestlich von Wiesbaden. Er liegt in 382 Meter Höhe im Taunus oberhalb der Aar.

## Geschichte

### Bis zum 18. Jahrhundert
Die älteste bekannte schriftliche Erwähnung von Lindschied erfolgte unter dem Namen Lindenscheid um das Jahr 1200. Wie alle Stadtteile Bad Schwalbachs gehörte es zu den, schon seit dem 10. Jh. bekannten, 15 „Überhöh’schen Dörfern“. Überlieferungen zufolge schenkte Kaiser Otto II. das Dorf dem damaligen Mainzer Erzbischof.
Es gibt viele Hinweise darauf, dass das Dorf wesentlich älter ist und in der sogenannten „dritten fränkischen Besiedlungsphase“, die vom 6. bis 11. Jahrhundert andauerte, gegründet wurde. Da aber aus dieser Zeit keinerlei Aufzeichnungen existieren, lässt sich das genaue Datum der Entstehung nicht nachvollziehen und daher nur auf etwa das Jahr 800 n. Chr. mutmaßen. Allerdings ist bekannt, dass der Obergermanische Limes am nördlichen Ortsrand um Lindschied verlief. Es lassen sich viele Überreste aus römischer Zeit finden. So zum Beispiel der so genannte Justinusfelsen, benannt nach Januarius Justinus, einem römischen Soldaten, der am Limes Wachtdienst leistete oder im nahe gelegenen Steinbruch arbeitete und sich mit einem Graffito in diesem Stein verewigte.
1355 trennte Graf Adolf von Nassau einen Teil der Lindschieder Gemarkung ab und ließ dort die Burg Adolfseck errichten, so entstand das gleichnamige Dorf. Die Gemarkung änderte sich über die Jahrhunderte nicht wesentlich, wie aus einem Weistum aus dem Jahre 1489 zu erfahren ist.

### 18. und 19. Jahrhundert
Auch das Schulwesen war sehr ausgeprägt in Lindschied. So gab es ab 1816 in der ortseigenen Schule an der Hauptstraße Unterricht für Kinder und Jugendliche. Durch eine Schulreform im Jahre 1964 wurde diese Schule geschlossen und ist seitdem ein Wohnhaus.

### Gegenwart

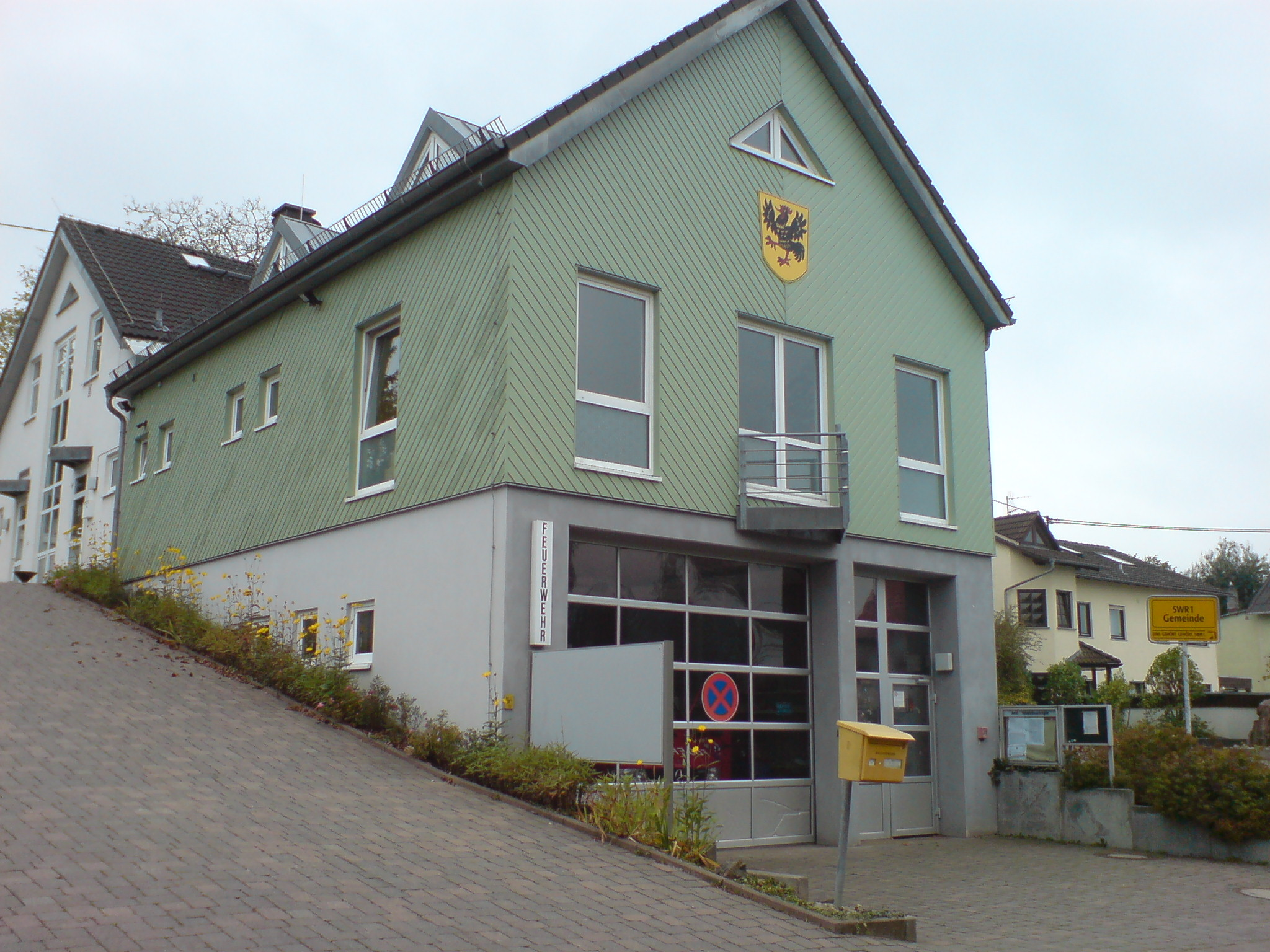
Bürgerhaus Lindschied und Feuerwehrhaus

Am 1. Januar 1977 wurde die bis dahin selbständige Gemeinde Lindschied, im Zuge der Gebietsreform in Hessen, kraft Landesgesetz nach Bad Schwalbach eingegliedert, dies stieß auf Unmut unter den Einwohnern. Wie für jeden Stadtteil außerhalb der Kernstadt wurde durch die Hauptsatzung auch für Lindschied ein Ortsbezirk mit Ortsbeirat und Ortsvorsteher eingerichtet.
1992 gab es wieder einen Grund zum Feiern, Lindschied bekam endlich das lang ersehnte Bürgerhaus, in welchem seitdem jährlich allerlei Feste und Veranstaltungen stattfinden. Auch durch die verschiedenen Vereine, wie der Freiwilligen Feuerwehr, dem Sportverein und dem Schützenverein, wird das Bürgerhaus, welches von den Einwohnern gern liebevoll Harzburg genannt wird, regelmäßig genutzt.

### Staats- und Verwaltungsgeschichte im Überblick
Die folgende Liste zeigt die Staaten und Verwaltungseinheiten, in denen Lindschied lag:
- 1530 und später: Heiliges Römisches Reich, Landgrafschaft Hessen, Niedergrafschaft Katzenelnbogen, Amt Hohenstein
- ab 1567: Heiliges Römisches Reich, Hessen-Rheinfels, Niedergrafschaft Katzenelnbogen, Amt Hohenstein
- ab 1583: Heiliges Römisches Reich, Landgrafschaft Hessen-Darmstadt, Niedergrafschaft Katzenelnbogen, Amt Hohenstein
- ab 1648: Heiliges Römisches Reich, Landgrafschaft Hessen-Kassel, Niedergrafschaft Katzenelnbogen, Amt Hohenstein
- 1806–1813: Kaiserreich Frankreich, Niedergrafschaft Katzenelnbogen (Pays réservé de Catzenellenbogen)
- ab 1816: Herzogtum Nassau, Amt Langen-Schwalbach
- ab 1849: Herzogtum Nassau, Regierungsbezirk Wiesbaden, Kreisamt Langen-Schwalbach (Trennung zwischen Justiz (Justizamt Langen-Schwalbach) und Verwaltung)
- ab 1854: Herzogtum Nassau, Amt Langenschwalbach
- ab 1867: Königreich Preußen, Provinz Hessen-Nassau, Regierungsbezirk Wiesbaden, Untertaunuskreis
- ab 1871: Deutsches Reich, Königreich Preußen, Provinz Hessen-Nassau, Regierungsbezirk Wiesbaden, Untertaunuskreis
- ab 1918: Deutsches Reich, Freistaat Preußen, Provinz Hessen-Nassau, Regierungsbezirk Wiesbaden, Untertaunuskreis
- ab 1944: Deutsches Reich, Freistaat Preußen, Provinz Nassau, Untertaunuskreis
- ab 1945: Amerikanische Besatzungszone, Groß-Hessen, Regierungsbezirk Wiesbaden, Untertaunuskreis
- ab 1946: Amerikanische Besatzungszone, Hessen, Regierungsbezirk Wiesbaden, Untertaunuskreis
- ab 1949: Bundesrepublik Deutschland, Hessen, Untertaunuskreis
- ab 1968: Bundesrepublik Deutschland, Hessen, Regierungsbezirk Darmstadt, Untertaunuskreis
- ab 1977: Bundesrepublik Deutschland, Regierungsbezirk Darmstadt, Rheingau-Taunus-Kreis

## Bevölkerung

### Einwohnerstruktur 2011
Nach den Erhebungen des Zensus 2011 lebten am Stichtag dem 9. Mai 2011 in Lindschied 546 Einwohner. Darunter waren 21 (3,8 %) Ausländer.
Nach dem Lebensalter waren 78 Einwohner unter 18 Jahren, 222 zwischen 18 und 49, 123 zwischen 50 und 64 und 120 Einwohner waren älter. Die Einwohner lebten in 225 Haushalten. Davon waren 54 Singlehaushalte, 78 Paare ohne Kinder und 69 Paare mit Kindern, sowie 15 Alleinerziehende und 6 Wohngemeinschaften. In 54 Haushalten lebten ausschließlich Senioren/-innen und in 138 Haushaltungen lebten keine Senioren/-innen.

### Einwohnerentwicklung
- 1587: 14 Hausgesesse[1]

| Lindschied: Einwohnerzahlen von 1809 bis 2017 | Lindschied: Einwohnerzahlen von 1809 bis 2017 | Lindschied: Einwohnerzahlen von 1809 bis 2017 | Lindschied: Einwohnerzahlen von 1809 bis 2017 | Lindschied: Einwohnerzahlen von 1809 bis 2017 |
| --- | --------------------------------------------- | --------------------------------------------- | --------------------------------------------- | --------------------------------------------- |
| Jahr |                                               |                                               |                                               | Einwohner                                     |
| 1809 | 1809                                          |                                               | 130                                           | 130                                           |
| 1827 | 1827                                          |                                               | 172                                           | 172                                           |
| 1834 | 1834                                          |                                               | 214                                           | 214                                           |
| 1840 | 1840                                          |                                               | 207                                           | 207                                           |
| 1846 | 1846                                          |                                               | 203                                           | 203                                           |
| 1852 | 1852                                          |                                               | 210                                           | 210                                           |
| 1858 | 1858                                          |                                               | 208                                           | 208                                           |
| 1864 | 1864                                          |                                               | 212                                           | 212                                           |
| 1871 | 1871                                          |                                               | 214                                           | 214                                           |
| 1875 | 1875                                          |                                               | 179                                           | 179                                           |
| 1885 | 1885                                          |                                               | 170                                           | 170                                           |
| 1895 | 1895                                          |                                               | 203                                           | 203                                           |
| 1905 | 1905                                          |                                               | 193                                           | 193                                           |
| 1910 | 1910                                          |                                               | 200                                           | 200                                           |
| 1925 | 1925                                          |                                               | 196                                           | 196                                           |
| 1939 | 1939                                          |                                               | 194                                           | 194                                           |
| 1946 | 1946                                          |                                               | 291                                           | 291                                           |
| 1950 | 1950                                          |                                               | 295                                           | 295                                           |
| 1956 | 1956                                          |                                               | 254                                           | 254                                           |
| 1961 | 1961                                          |                                               | 397                                           | 397                                           |
| 1967 | 1967                                          |                                               | 487                                           | 487                                           |
| 1970 | 1970                                          |                                               | 418                                           | 418                                           |
| 1980 | 1980                                          |                                               | ?                                             | ?                                             |
| 1990 | 1990                                          |                                               | ?                                             | ?                                             |
| 2000 | 2000                                          |                                               | ?                                             | ?                                             |
| 2005 | 2005                                          |                                               | 589                                           | 589                                           |
| 2011 | 2011                                          |                                               | 546                                           | 546                                           |
| 2015 | 2015                                          |                                               | 560                                           | 560                                           |
| 2017 | 2017                                          |                                               | 531                                           | 531                                           |
| Datenquelle: Historisches Gemeindeverzeichnis für Hessen: Die Bevölkerung der Gemeinden 1834 bis 1967. Wiesbaden: Hessisches Statistisches Landesamt, 1968. Weitere Quellen: LAGIS; Stadt Bad Schwalbach; Zensus 2011 |                                               |                                               |                                               |                                               |

### Historische Religionszugehörigkeit
Quelle: Historisches Ortslexikon
- 1885: 75 evangelische (= 44,11 %), 95 katholische (= 55,88 %) Einwohner[1]
- 1961: 237 evangelische (= 59,60 %), 154 katholische (= 38,79 %) Einwohner[1]

## Wappen
Das Lindschieder Wappen, ein schwarzer, auffliegender Hahn auf gelben Hintergrund, entstand im Jahre 1514. Auch das damalige Gericht, welches seinen Zuständigkeitsbereich bei den Leibeigenen (Huben, daher Hubengericht) der Dörfer Lindschied und Heimbach fand, tagte unter Lindschieds Dorflinde.

## Kultur und Sehenswürdigkeiten

### Bauwerke

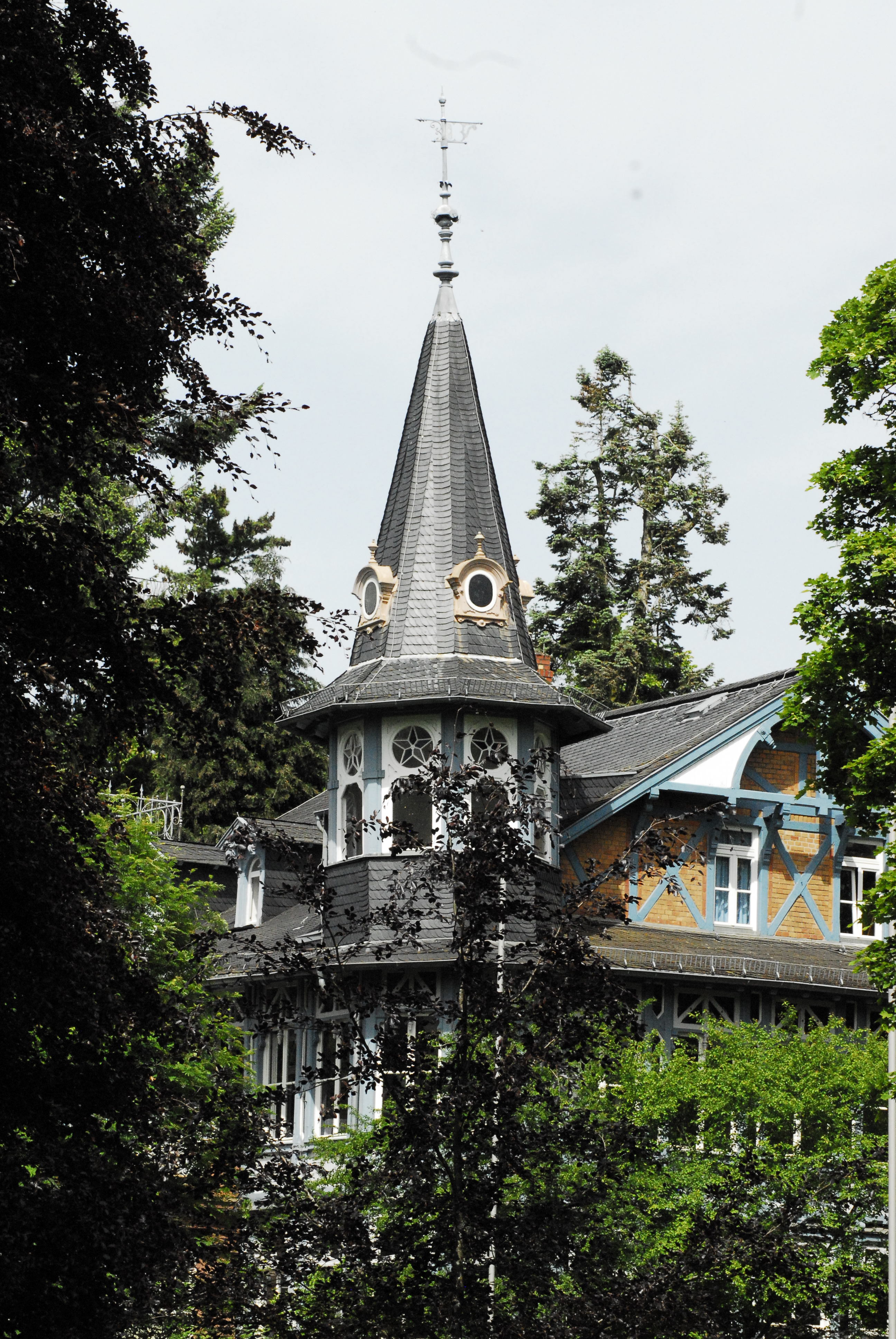
Therapiezentrum Villa Lilly

#### Villa Lilly
Oberhalb Lindschieds in Richtung Heimbach liegt das Anwesen Villa Lilly, welches vom Deutsch-Amerikaner Adolphus Busch (Gründer der Brauerei Anheuser-Busch) in den Jahren 1891 bis 1911 errichtet wurde. Dort integriert war ein Märchenpark, in dem die bekanntesten Märchen durch Figurengruppen dargestellt waren. In der Zeit des Dritten Reiches beherbergte das Anwesen ein Mütterheim, nach Kriegsende ein amerikanisches Soldatenheim. Ab 1949 zog das Heim für Volksbildung und Jugendpflege ein und von 1959 bis 1972 das deutsch-schweizerische Internat Albert-Schweitzer-Schule. 1961 wurde der Komplex vom Land Hessen gekauft und später für 15 Millionen Mark aufwendig renoviert. Das Gesamtanwesen wurde zwischenzeitlich unter anderem auch von Mitgliedern der Neuen Frankfurter Schule, gegründet unter anderem von Hans Traxler und Robert Gernhardt, bewohnt. Von diesen wurde in der Villa die erste Ausgabe der Satirezeitschrift Titanic geplant und entworfen. Die Gebäude stehen heute sämtlich unter Denkmalschutz. Seit 1987 wird das Anwesen als Drogentherapiezentrum des Landes Hessen genutzt.

#### Marienkirche

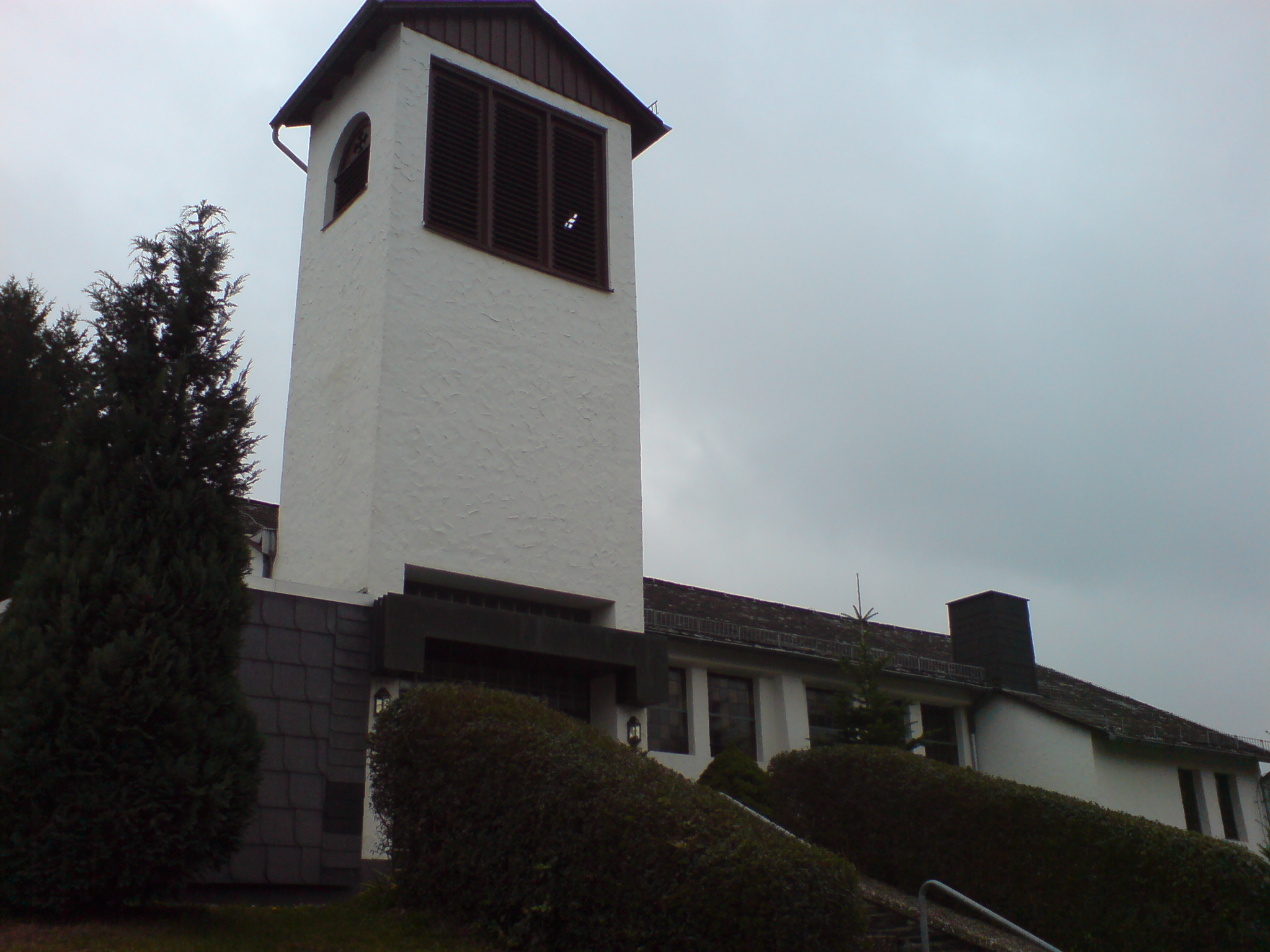
Lindschieds kleine Dorfkirche heute

In Lindschied reifte in den 1950er-Jahren der Plan zum Bau einer Kirche. Die 140 Katholiken in Lindschied hatten einen weiten, besonders im Winter schwierigen Kirchweg. Die Zahl der Kirchgänger war nach den beiden Weltkriegen stark zurückgegangen. Die Situation änderte sich, als im Jahre 1951 im Kinosaal des Hauses Schwalbach ein vierzehntäglicher Gottesdienst eingerichtet wurde. Auf die Dauer war auch das nur ein unbefriedigender Notbehelf. Nach langem Überlegen wurde im Frühjahr 1954 der Entschluss zum Bau einer Kirche gefasst. Es war ein gewagter Entschluss, wie die schweren Bedenken in der letzten Beratung mit den Lindschiedern bezeugten. Die Kosten des Baues wurden auf 40.000 DM geschätzt, von denen die 140 Lindschieder Katholiken nur einen Bruchteil aufbringen konnten. Vorhanden war nur der ideal gelegene Bauplatz der Schule gegenüber, den das Kirchenvorstandsmitglied Philipp Weis kostenlos zur Verfügung stellte. Das Bischöfliche Ordinariat lobte den Eifer der kleinen Gemeinde, konnte aber wegen anderer wichtiger Bauvorhaben keinen Zuschuss geben.
Der Wiesbadener Architekt Paul Johannbroer, der schon für mehrere weitere Kirchenbauten verantwortlich war, übernahm kostenlos die Planung und Bauführung. Die Zivilgemeinde stellte das Bauholz. Die Erdarbeiten wurden von den Lindschieder Katholiken in Selbsthilfe ausgeführt. Am 21. November wurde der Grundstein gelegt. Man hatte gehofft, noch vor Einbruch des Winters die Kirche im Rohbau fertigstellen zu können, aber eine früh einsetzende Frostperiode machte eine Unterbrechung der Arbeit nötig. Zudem waren auch die finanziellen Mittel erschöpft. Jedoch fanden sich Wohltäter, die beteiligten Firmen kamen der armen Gemeinde weitgehend entgegen, die meisten führten die Arbeiten kostenlos durch. Im Mai 1955 konnte das Richtfest gefeiert werden. Nun halfen die bischöfliche Behörde und der Bonifatiusverein, beeindruckt von der Leistung der armen Gemeinde, weiter. Am 19. August, dem Sonntag nach dem Fest Mariä Himmelfahrt, wurde die Marienkirche in Lindschied feierlich eingeweiht.
Das Gotteshaus bietet für 120 Gläubige Platz. Über dem Altar ragt ein königliches Kreuz, an der Seite ist eine Marienstatue angebracht. Kreuz und Schutzmantelmadonna sind beides Werke des Frankfurter Bildhauers Franz Bernhard. Im Herbst 1955 wurde auch eine Glocke in dem noch leeren offenen Glockenstuhl aufgehängt und ein elektrisches Läutwerk eingebaut. Ende der 1970er Jahre wurde eine Gerätehütte mit festem Fundament an die Kirche angebaut, diese wurde schon bald in einen Gemeinderaum mit einer Teeküche umgebaut.

### Der Limes und Justinusfelsen
Der Limes kommt von Kemel her über den Galgenkopf (früher Teil einer Bundeswehranlage) und trifft kurz hinter diesem auf die Gemarkungsgrenze von Lindschied. Er stößt hier auf die sehr alte Straße, die von Wiesbaden nach Bad Schwalbach über Lindschied nach Kemel und weiter bis nach St. Goar, Bad Ems und Koblenz führt. Er läuft dann fast parallel zu dieser Straße (Kemeler Weg) an den Wachtürmen 51,52 und 53 in Richtung Lindschied bis zum Silberberg, überquert den Hohensteiner Weg kurz hinter dem neuen Wasserhochbehälter, schlägt einen Bogen um Lindschied am alten Wasserbehälter vorbei, in Richtung Aussiedlerhof Diefenbach (Wachturm 54) überquert und kreuzt 2 Wirtschaftswege und läuft in östlicher Richtung auf den Waldrand zu (Wachturm 55), springt etwa 40 m zurück und mündet in einem großen Felsspalt.
Von hier aus strebt der Limes mit Gefälle dem Aartal zu und überquert ca. 40 m vor dem Kleinkastell bei Adolfseck das Aartal (zwischen Bahnkilometer 25,6 und 25,7). Bei Bahnkilometer 25,7 ist der Justinus-Felsen. Hier hat sich ein römischer Legionär mit seinem Namen verewigt. In diesem Felsen ist folgende Inschrift zu lesen „Januarius Justinus“. Von dem Kleinkastell im Aartal ist heute leider nichts mehr zu sehen. Der sogenannte „Frankenberger Pass“, ein römischer Übergang über das Aartal beim Kastell Adolfseck war in der Römerzeit von militärischer Wichtigkeit. Dieser Übergang vom Lindschieder Grund in das Pohlbachtal über das gesamte Aartal muss aus einer Brücke bestanden haben. Bei Ausgrabungen im gesamten Bereich des Kastells und des Limes fanden sich mehrere Pfahlstümpfe mit eisernen Schuhen. Diese Ausgrabungen fanden 1897, 1899 und 1901 statt. Selbst im Jahre 1969 wurden bei der Aarbachregulierung noch Pfahlstümpfe gefunden. Der Limes verläuft von diesem Kleinkastell bei Adolfseck in Richtung Osten. In der Gemarkung Adolfseck gibt es einen älteren und einen jüngeren Limes. Der ältere Pfahlgraben war dem Gelände angepasst, die jüngere Linie zog in schnurgerader Richtung durch offenes Gelände den Hang hoch in Richtung Born.
Durch Lindschied verläuft als Teilabschnitt des Deutschen Limes-Wanderwegs der Limeswanderweg des Taunusklubs.

### Vereine
In Lindschied gibt es verschiedenste Arten von Vereine, angefangen bei der Freiwilligen Feuerwehr bis hin zum Schützenverein. Seit 2003 darf sich Lindschied als erster und bisher einziger hessischer Ort SWR 1 Heimspiel-Gemeinde nennen, da es Lindschied gelang, beim sogenannten Heimspiel des Rheinland-Pfälzischen SWR 1 zu gewinnen. Aufgabe war es, einen Aquapark mit einfachsten Mitteln zu errichten, was auch gelang.

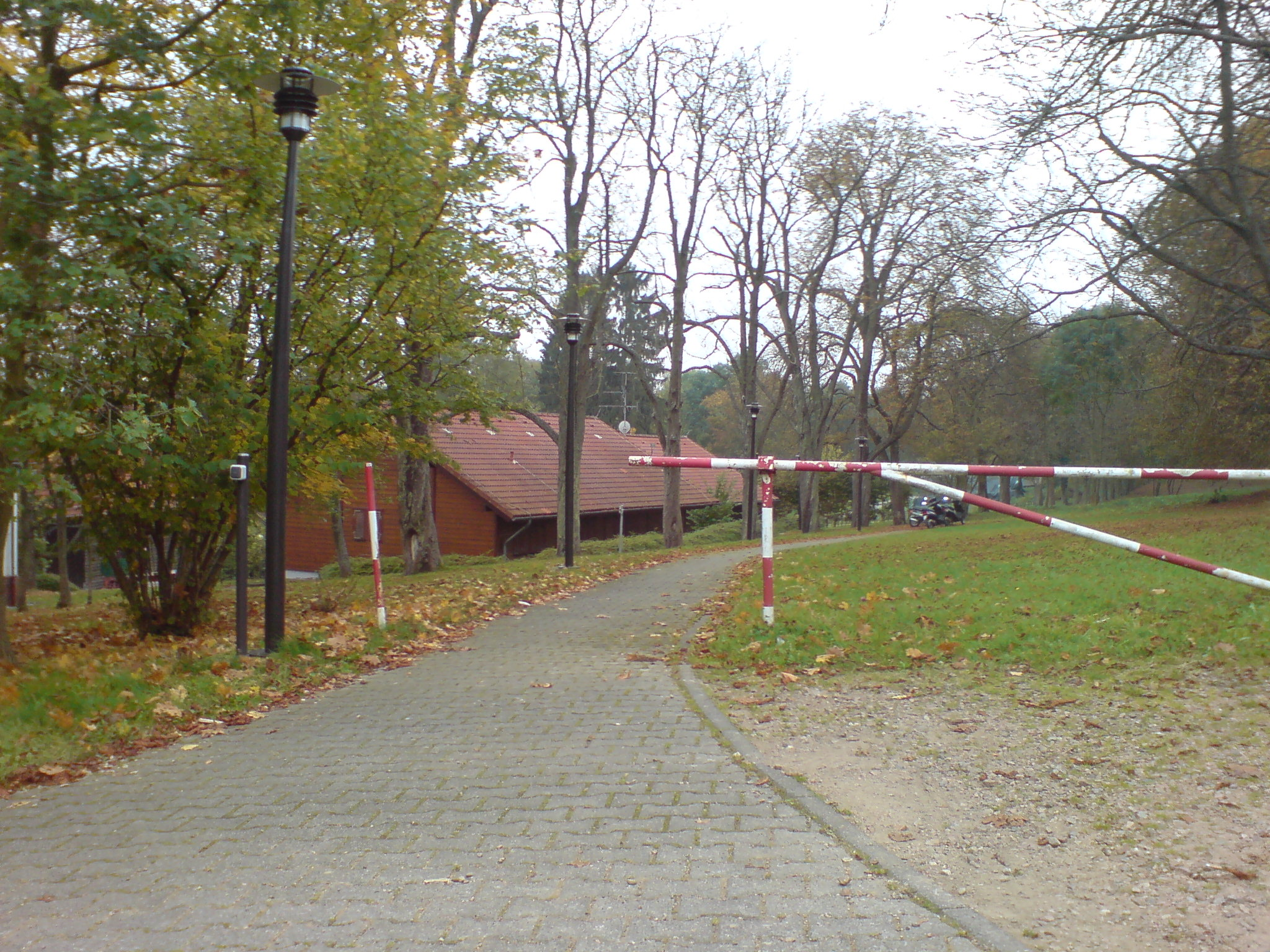
Sportlerheim des SV Lindschied 1975 e. V.

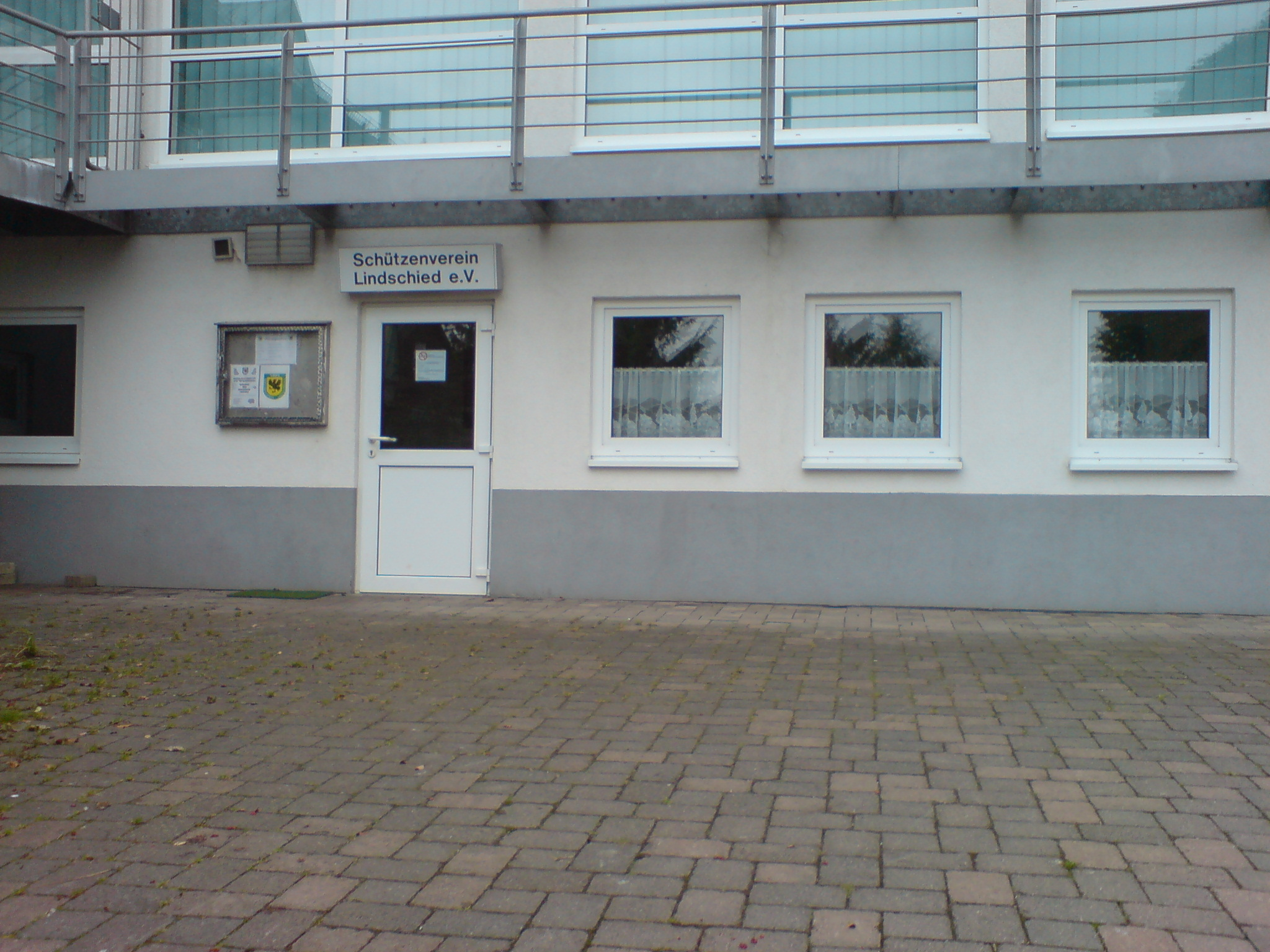
Lindschieds Schützenhaus, im Bürgerhaus integriert

#### Sportverein Lindschied
Der Sportverein, der 1975 gegründet wurde, bietet ein breites Spektrum an Sportarten an. So besteht die Wahl zwischen zwei Gymnastikgruppen und drei Jazztanzgruppen sowie einer Radfahr- und Tischtennisabteilung. Außerdem richtet der Verein regelmäßig zahlreiche Vereinsfeste aus.

#### Schützenverein Lindschied e.V.
Der 1992 gegründete Schützenverein ist ein weiterer Verein Lindschieds, der sportliches Schießen in verschiedenen Disziplinen anbietet. Im vereinseigenen Schießraum stehen vier 10-Meter-Stände für Luftgewehr und Luftpistole zur Verfügung, ergänzt durch 25- und 50-Meter-Stände für Kleinkaliberwaffen in Schlangenbad. Der Verein fördert sowohl den Breiten- als auch den Leistungssport – etwa durch die Teilnahme einer Luftpistolenmannschaft an der Bezirksliga. Für Gäste stehen verschiedene Sportgeräte zur Verfügung. Für die Kinder gibt es seit 2025 eine besonders leichte uns sichere Lichtpistole, deren Treffer man sich digital auf einem Tablet ansehen kann.

## Freiwillige Feuerwehr

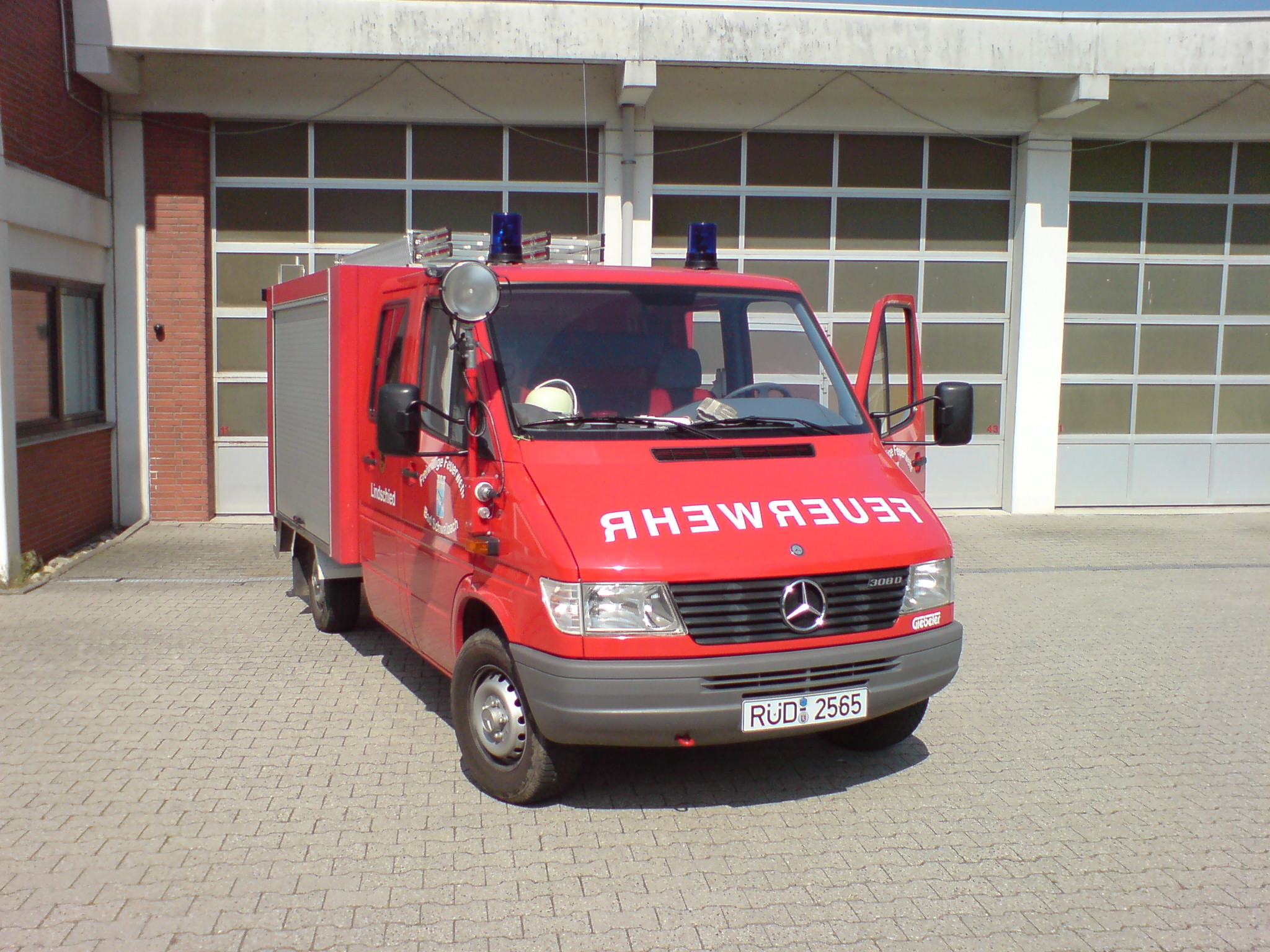
Lindschieds ehemaliges Tragkraftspritzenfahrzeug (TSF)

Die Freiwillige Feuerwehr Lindschieds wurde 1934 gegründet. Der Förderverein der Feuerwehr ist einer der größten Vereine Lindschieds.
1990 wurde, neben der Einsatzabteilung, eine Jugendfeuerwehr gegründet, welche seitdem auch regen Zulauf von Kindern und Jugendlichen im Alter von 10 bis 17 Jahren hat. Ein weiteres großes Ereignis für die Freiwillige Feuerwehr Lindschied war 1998 die Übergabe eines neuen Tragkraftspritzenfahrzeuges (TSF) auf Basis eines Mercedes Sprinter mit modernem Equipment. 2005 konnte die Freiwillige Feuerwehr, als Erste auf städtischer Ebene, die Entstehung einer sogenannten Mini-Feuerwehr bekannt geben. Diese spricht Kinder zwischen sieben und neun Jahren an und soll diese spielerisch auf die Übernahme in die Jugendfeuerwehr vorbereiten. Zur 750-Jahr-Feier Lindschieds im Jahr 2010 konnte zudem ein vom Feuerwehrverein angeschafftes Mannschaftstransportfahrzeug (MTF) in Dienst gestellt werden.
Das in die Jahre gekommene Tragkraftspritzenfahrzeug wurde mittlerweile durch ein Mittleres Löschfahrzeug (MLF) ersetzt. 2024 konnte das 90-jährige Bestehen der Feuerwehr Lindschied gefeiert werden.
Wehrführer der Feuerwehr Lindschied über die Jahre:
- 1950–1955 - Paul Meyer
- 1955–1959 - Fritz Kunz
- 1959–1969 - Heinz Besier
- 1966–1974 - Hans Felde
- 1974–1974 - Friedhelm Böttcher
- 1974–1980 - Manfred Böttcher
- 1980–1991 - Hans-Jürgen Schönbach
- 1991–2011 - Roland Glatzer
- 2011–2025 - Peter Glatzer
- seit 2025 - Michael Rossel (Feuerwehr Heimbach-Lindschied)

Zum 1. Januar 2025 wurde die Feuerwehr Lindschied mit der Feuerwehr des Nachbarortes Heimbach zur Feuerwehr Heimbach-Lindschied zusammengelegt.

## Persönlichkeiten

### In Lindschied geboren
- Alfons Gerling (* 1944), hessischer CDU-Politiker und Abgeordneter des hessischen Landtages
- Rainer Kessler (* 1944), Professor für Evangelische Theologie an der Universität Marburg

### In Lindschied gelebt und gewirkt
- Januarius Justinus, römischer Soldat
- Adolphus Busch (1839–1913), Gründer der Anheuser-Busch-Brauerei, starb in der Villa Lilly
- Hans Traxler (* 1929), Gründer des Satiremagazins Titanic
- Robert Gernhardt (1937–2006), Gründer des Satiremagazins Titanic
- F. K. Waechter (1937–2005), Gründer des Satiremagazins Titanic
- Peter Knorr (* 1939), Gründer des Satiremagazins Titanic
- Chlodwig Poth (1930–2004), Gründer des Satiremagazins Titanic